# Lago Agoulmime
Il Lago Agoulmime (lac Agoulmime o lac Agulmim in francese) è un lago che si trova all'interno del Parco nazionale del Djurdjura, nel territorio comunale di Aït Bouaddou in Algeria. 